# Корветы типа «Бунг Томо»
Корветы типа «Бунг Томо» — серия из трех индонезийских многоцелевых патрульных корветов. Первоначально они были построены для Королевского флота Брунея и носили название корветы типа Nakhoda Ragam, но в конечном итоге были куплены Индонезией и переименованы. Класс назван в честь героя войны за независимость Индонезии.

## История
Три единицы были построены компанией BAE Systems Marine (ныне BAE Systems Maritime — Naval Ships). Контракт был присужден GEC-Marconi в 1995 году, и корабли, являющиеся вариантом конструкции F2000, были спущены на воду в январе 2001, июне 2001 и июне 2002 года на тогдашней верфи BAE Systems Marine в Скотстоне, Глазго. Заказчик отказался принять суда, и спор по контракту стал предметом арбитража. Когда спор был урегулирован в пользу BAE Systems, корабли были переданы Royal Brunei Technical Services в июне 2007 года
В 2007 году Бруней заключил контракт с немецкой верфью Lürssen, чтобы найти нового покупателя; в ноябре 2012 года было объявлено, что Индонезия подписала меморандум о взаимопонимании с Великобританией о приобретении кораблей за одну пятую первоначальной стоимости. Корабли сейчас находятся на вооружении ВМС Индонезии.
Изначально корабли были вооружены противокорабельными ракетами Exocet Block II и ракетами ПВО Seawolf. Основное орудие — Oto Melara 76 мм; корабль также несет два торпедных аппарата, два 30-мм дистанционно управляемых боевых модуля и имеет площадку для вертолета. В 2018 г. ракеты Seawolf были сняты с вооружения из-за истечения срока годности, планировалось заменить её на VL Mica

## История службы
В конце декабря 2014 года Bung Tomo участвовал в поиске самолёта А320 рейса 8501, который потерпел крушение в Яванском море между островами Белитунг и Борнео. Позже, в начале января 2015 года, Usman Harun был направлен для поиска черных ящиков, поскольку судно оборудовано внутрикорпусным гидролокатором Thales Underwater Systems TMS 4130C1. В конце апреля 2021 года Bung Tomo участвовал в поисках пропавшей подводной лодки Nanggala (402).

## Состав серии
KRI Bung Tomo назван в честь Сутомо, героя войны за независимость Индонезии, который был широко известен как Бунг Томо — братец Томо. Название KRI John Lie увековечивает память другого борца за независимость — морского офицера Джона Ли, первого индонезийца китайского происхождения, удостоенного звания Национального героя Индонезии. Название KRI Usman Harun дано в честь индонезийских диверсантов Усмана Джанатина и Харуна Тохира, казненных в 1968 году в Сингапуре за подрыв офисного здания
| № | Номер    | Название                                     | Верфь                        | Спущен     | В строю    | Статус  |
| - | -------- | -------------------------------------------- | ---------------------------- | ---------- | ---------- | ------- |
| 1 | 357 (30) | KRI Bung Tomo (бывший KDB Jerambak)          | BAE Systems Marine, Скотстон | 22.06.2002 | 11.07.2014 | В строю |
| 2 | 358 (28) | KRI John Lie (бывший KDB Nakhoda Ragam)      | BAE Systems Marine, Скотстон | 13.01.2001 | 18.07.2014 | В строю |
| 3 | 359 (29) | KRI Usman Harun (бывший KDB Bendahara Sakam) | BAE Systems Marine, Скотстон | 23.06.2001 | 18.07.2014 | В строю |

## Модернизация
10 марта 2020 года в Джакарте Len Industri и Thales подписали контракт на полную модернизацию фрегата Usman Harun ВМС Индонезии, в присутствии короля Нидерландов Виллема Александера и министр торговли Индонезии Агуса Супарманто. Ожидается, что модернизация будет завершена к концу 2023 года, и это значительно продлит срок службы фрегата.
Унификация с боевыми системами других индонезийских кораблей сократит время обучения и упростит управление и техническое обслуживание. Согласно окончательной спецификации, будет установлена система боевого управления TACTICOS последнего поколения от Thales, радары SMART-S Mk2 3D, STIR 1.2 EO Mk2, Vigile Mk2 ESM и два новых канала тактических данных — Link Y Mk2 и канал, который будет поставлен PT Len Industri, обеспечивая подключение к военной сети связи Индонезии и позволяя корвету полноценно участвовать в морских оперативных группах. Существующее вооружение также будет полностью интегрировано, в системе ПВО будет использована новая зенитная ракета VL Mica.